# Axel Zeebroek
Axel Zeebroek né le 25 juillet 1978 à Dinant est un triathlète professionnel belge, champion de Belgique en 2009 et vainqueur sur triathlon Ironman 70.3.

## Biographie

### Jeunesse
Axel Zeebroek né en 1978, pratique d'abord le judo pendant un an avant d'exceller dans la natation pendant plus de dix ans dans les catégories jeunes ou il remporte quelques titres nationaux. Il se lance pour son premier triathlon en 1996 et devient professionnel en 2001.

### Carrière en triathlon
Au cours de sa carrière, Axel Zeebroek a pris part à 65 compétitions courtes distances de l'ITU et de l'ETU, et a réalisé huit positions dans le « Top 10 ». Son meilleur résultat était en 2003 à l'étape d'Athènes de la Coupe du monde, où il a terminé cinquième dans un temps de 1 h 54 min 46 s.
Il se qualifie pour les Jeux olympiques d'été de 2008 à Pékin ou il prend la 13e place de la compétition en 1 h 50 min 30 s. Après les jeux, il s'engage sur le circuit longue distance. En 2009, le prince Albert de Monaco voit le Belge terminer premier de l'Ironman 70.3 de la principauté de Monaco devant l'Autrichien Michael Weiss, la même année à l'âge de 31 ans, il remporte à Izegem le titre de champion de Belgique 2009. Sa meilleure performance en quatre participations aux championnats du monde d'Ironman à Kona est 15e en 2012. Il remporte l'année d'après le premier Ironman 70.3 du Luxembourg devant plusieurs triathlètes allemands.

### Vie privée et professionnelle
Il prend sa retraite en octobre 2014 en tournant la page sans regret indiquant qu'il a fait toutes les distances et disputé toutes les courses qu'il voulait. Il est marié à Nancy Zeebroek-Bertrand, ils ont ensemble Nicolas né le 23 mai 2011 et Anais née le 17 février 2015.

## Palmarès
Le tableau présente les résultats les plus significatifs (podium) obtenus sur le circuit national et international de triathlon depuis 2001,.
| Année | Compétition                           | Pays        | Position           | Temps           |
| ----- | ------------------------------------- | ----------- | ------------------ | --------------- |
| 2014  | Triathlon de Gérardmer XL             | France      | Médaille d'argent  | 4 h 27 min 43 s |
| 2014  | Ironman 70.3 Luxembourg               | Luxembourg  | Médaille de bronze | 3 h 51 min 51 s |
| 2013  | Ironman 70.3 Luxembourg               | Luxembourg  | Médaille d'or      | 3 h 49 min 28 s |
| 2013  | Ironman 70.3 San Juan                 | Porto Rico  | Médaille de bronze | 3 h 54 min 56 s |
| 2010  | Ironman St-George                     | États-Unis  | Médaille de bronze | 9 h 35 min 33 s |
| 2011  | Ironman 70.3 Angers                   | Belgique    | Médaille d'argent  | 3 h 48 min 24 s |
| 2010  | Ironman Grande-Bretagne               | Royaume-Uni | Médaille de bronze | 8 h 49 min 37 s |
| 2009  | Ironman 70.3 Monaco                   | Monaco      | Médaille d'or      | 4 h 15 min 16 s |
| 2009  | Championnats de Belgique de triathlon | Belgique    | Médaille d'or      | Timing          |
| 2005  | Championnats de Belgique de triathlon | Belgique    | Médaille d'argent  | Timing          |
| 2002  | Championnats de Belgique de triathlon | Belgique    | Médaille d'argent  | Timing          |
| 2001  | Coupe d'Europe - étape de Weiswampach | Luxembourg  | Médaille d'or      | Timing          |